# Canal Ernst August
|  | Per a altres significats, vegeu «Canal Ernst August (Herrenhausen)». |

El Canal Ernst August o Ernst-August-Kanal és un canal navegable a Wilhelmsburg a l'estat d'Hamburg a Alemanya. Neix a la Wilhelmsburger Dove Elbe al pont del ferroviari del S3 i de la rodalia. Fins al 2011 desembocava al Reiherstieg, a la frontera de l'antic port franc a prop del port Klütenfelder Hafen. El 2012 es va estrenar la nova resclosa que passa per la dàrsena de l'Spreehafen.
Al marc del projecte de regeneració del barri de Wilhelmsburg, el tram entre l'Assmannkanal i l'Spreehafen està restaurat per a donar l'accés a les embarcacions turístiques. També es va crear la nova línia de transbordadors número 73 que connecta la desembocadura del canal amb l'estació i port de Landungsbrücken a la riba dreta de l'Elba. Està integrada en la xarxa de transport públic d'Hamburg.

El nom prové del rei Ernest August I de Hannover (1771-1851), com que l'illa de Wilhelmsburg pertanyia al regne de Hannover i des de 1866 a la província prussiana de Hannover. El 1937 passà a l'estat d'Hamburg després de la llei de l'àrea metropolitana d'Hamburg.

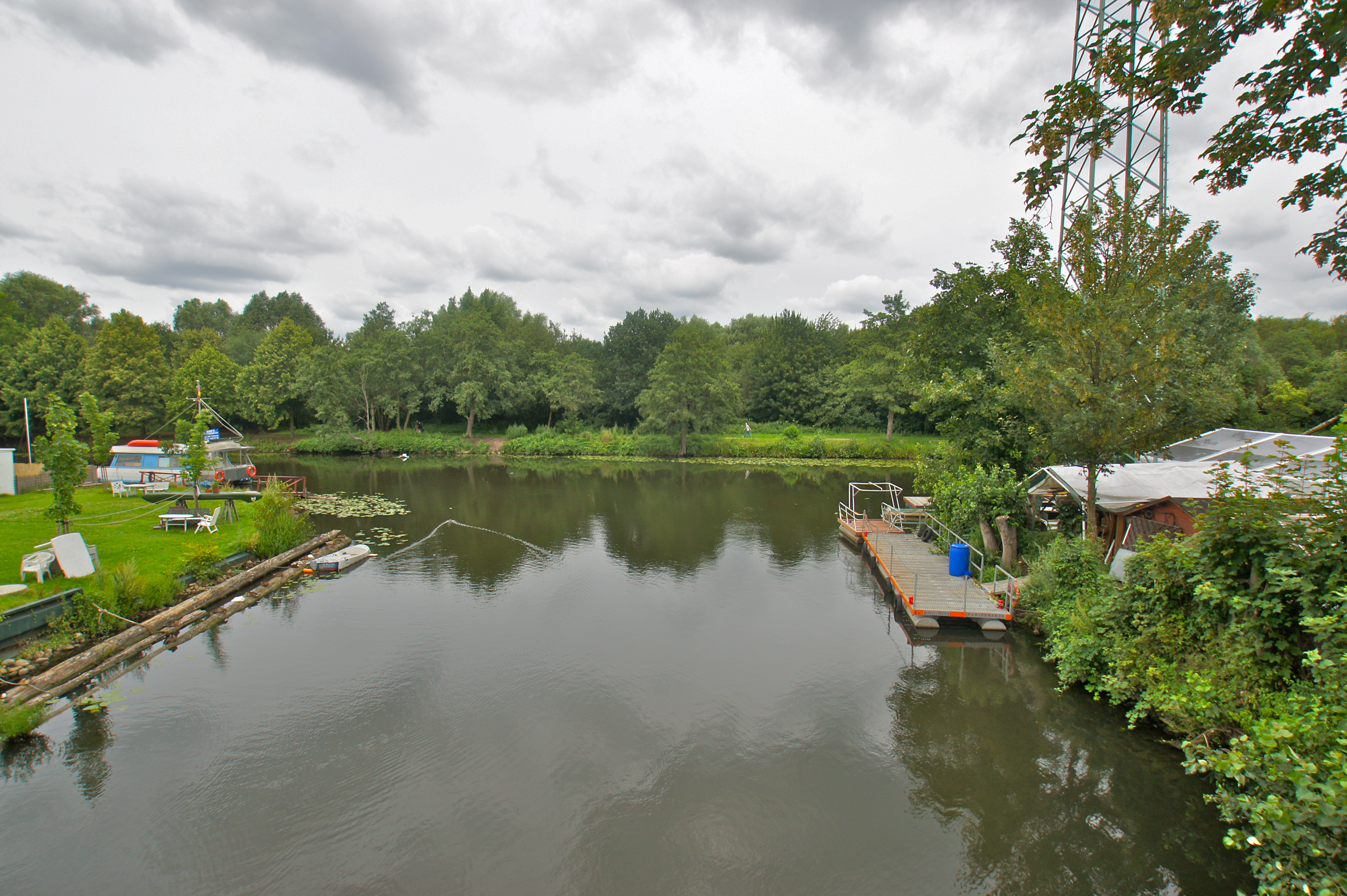
L'Assmannkanal vessa al Canal Ernst August

La primera resclosa, l'Ernst-August-Schleuse va ser construïda el 1852, modernitzada el 1930 per tallar el canal de la influència de la marea. De 2009 a 2011 es va construir la nova resclosa cap a l'Spreehafen. L'antiga resclosa va ser terraplenada i la casa de l'assuter enderrocada. Aquesta nova connexió, gràcies a l'ampliació de l'Assmannkanal i el Rathauswettern fins a la casa de la vila de Wilhelmsburg integra el barri en el circuit turístic dels alsterdampfers i embarcacions esportius.

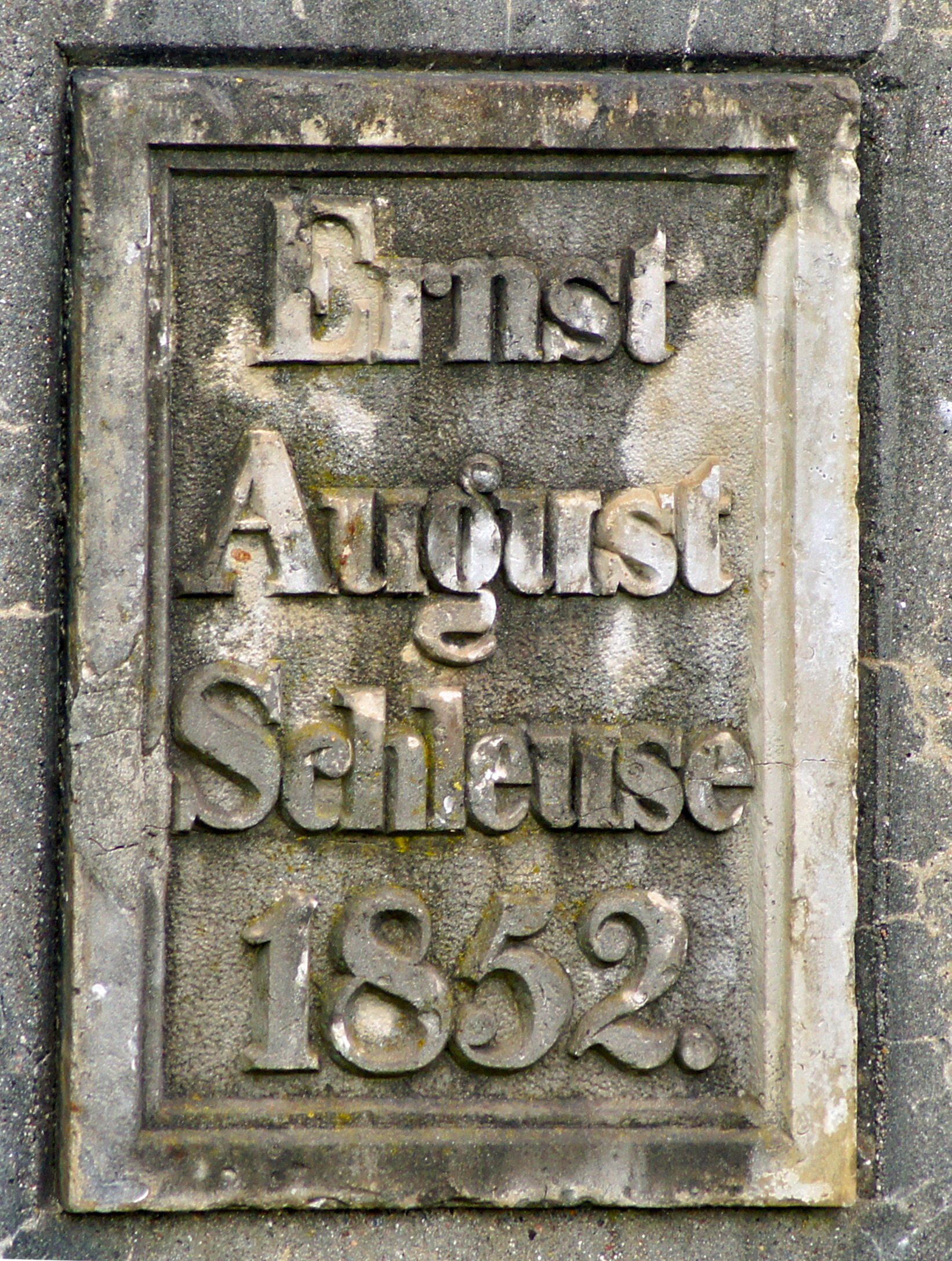
Làpida del 1852
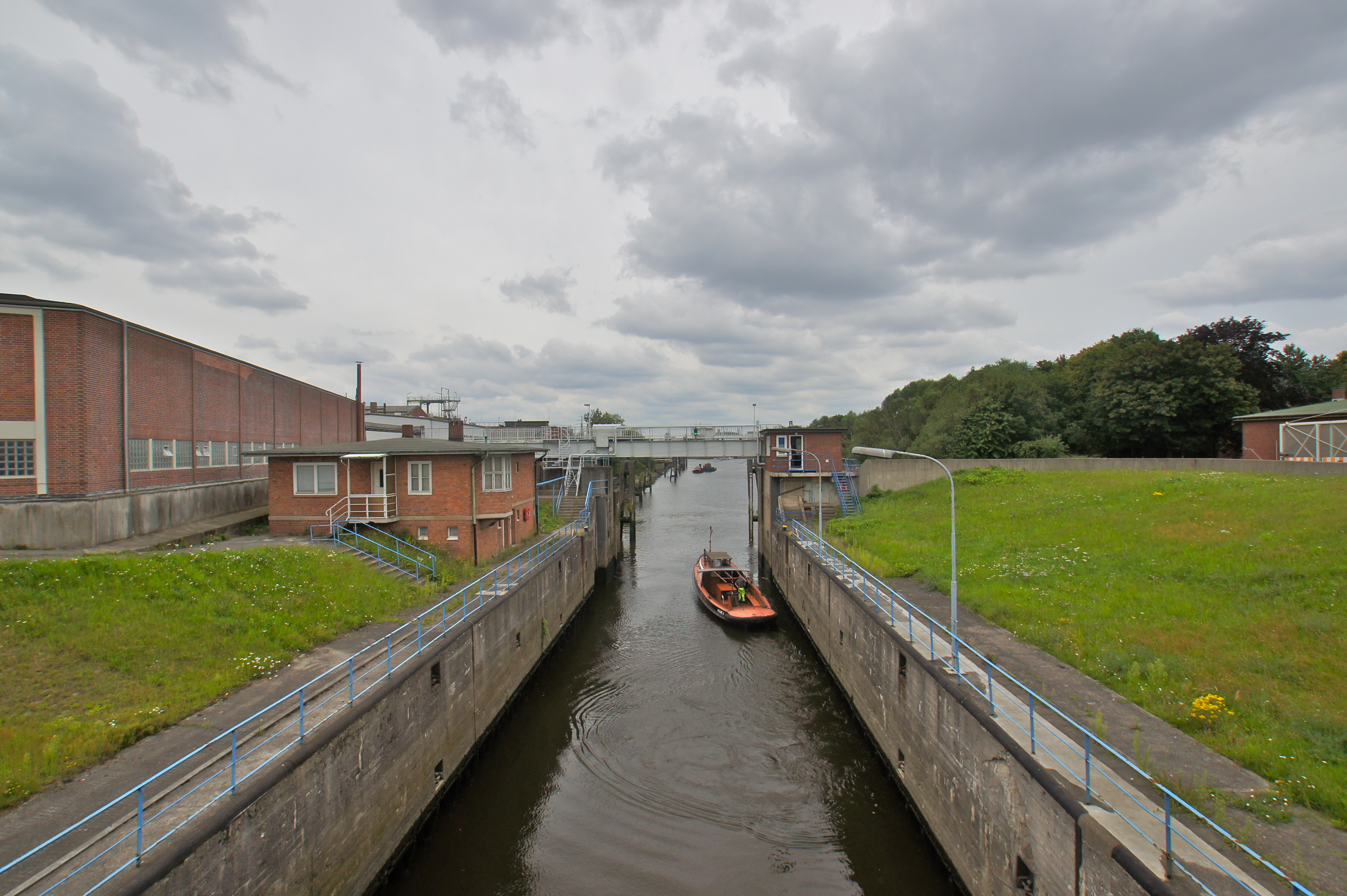
La resclosa del 1852, modernitzada el 1930
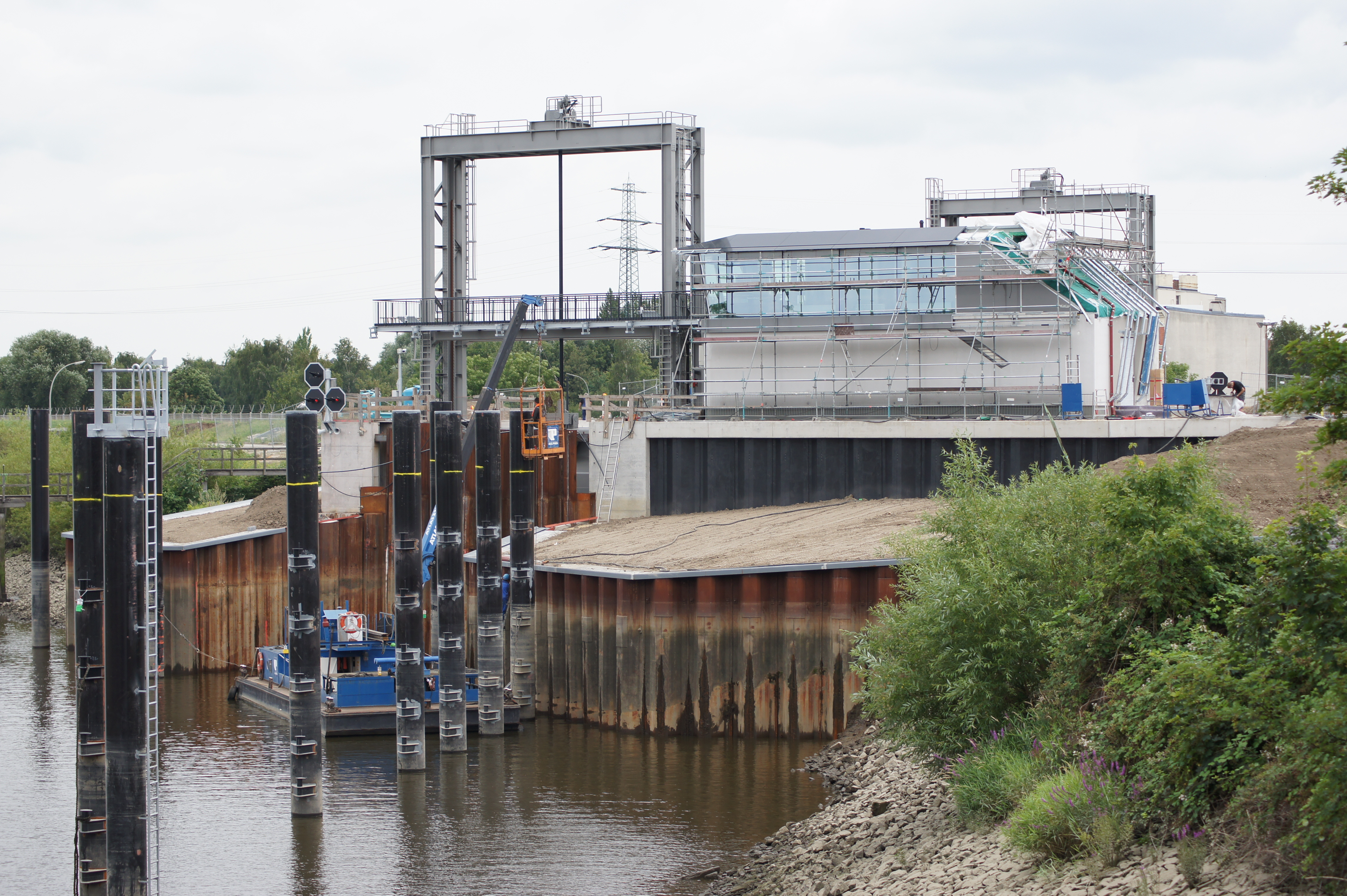
La nova resclosa en construcció

## Afluents
- Wilhelmsburger Dove Elbe
- Jaffe-Davids-Kanal
- Assmannkanal
- Reiherstiegwettern